# Polscy święci i błogosławieni
Strona zawiera ułożoną alfabetycznie imienną listę świętych i błogosławionych, związanych z Polską na przestrzeni dziejów, poprzez miejsce urodzenia czy też prowadzenia działalności. Została usystematyzowana według imion świętych i błogosławionych, aby ułatwić szukanie oraz uniknąć powtórzeń, gdyż nie każdej z niżej wymienionych postaci można przypasować nazwisko.
Nie wszyscy z niżej wymienionych byli etnicznymi Polakami.

## Katalog imion świętych i błogosławionych rzymskokatolickich związanych z Polską

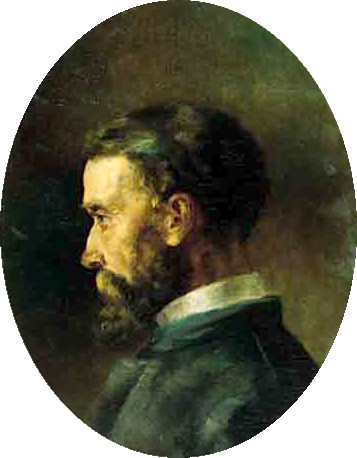
św. Albert Chmielowski

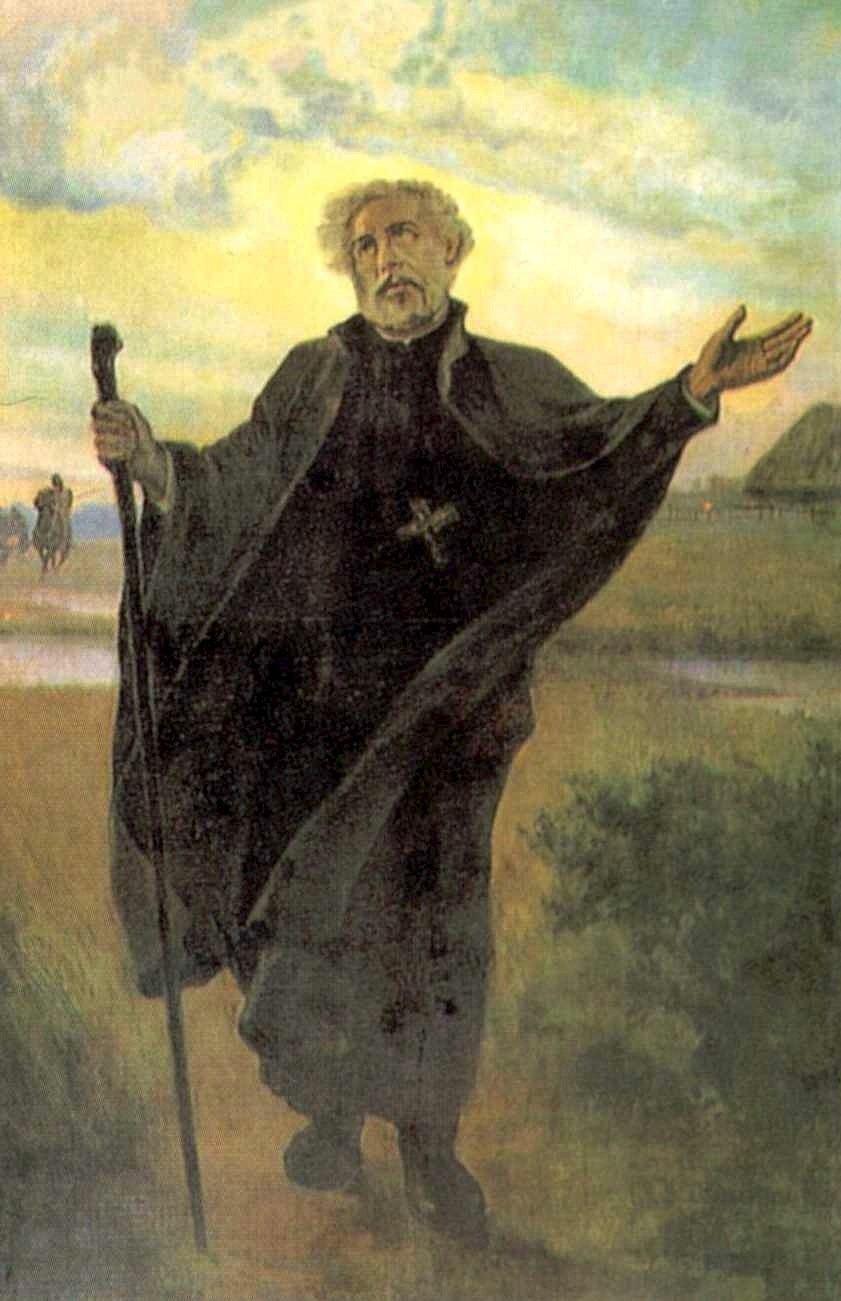
św. Andrzej Bobola

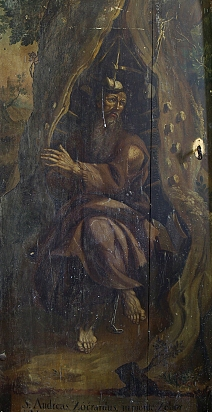
św. Andrzej Świerad

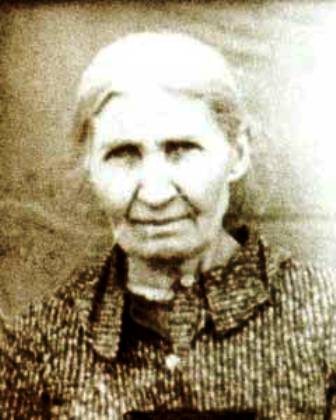
bł. Marianna Biernacka

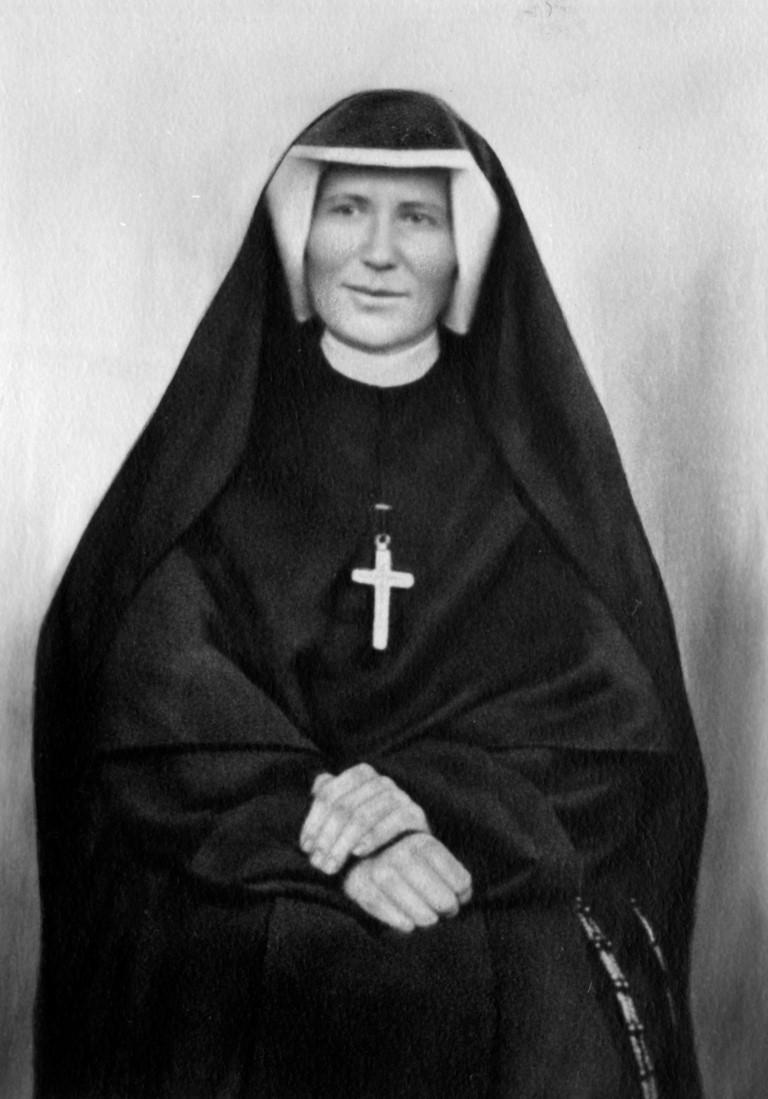
św. Faustyna Kowalska

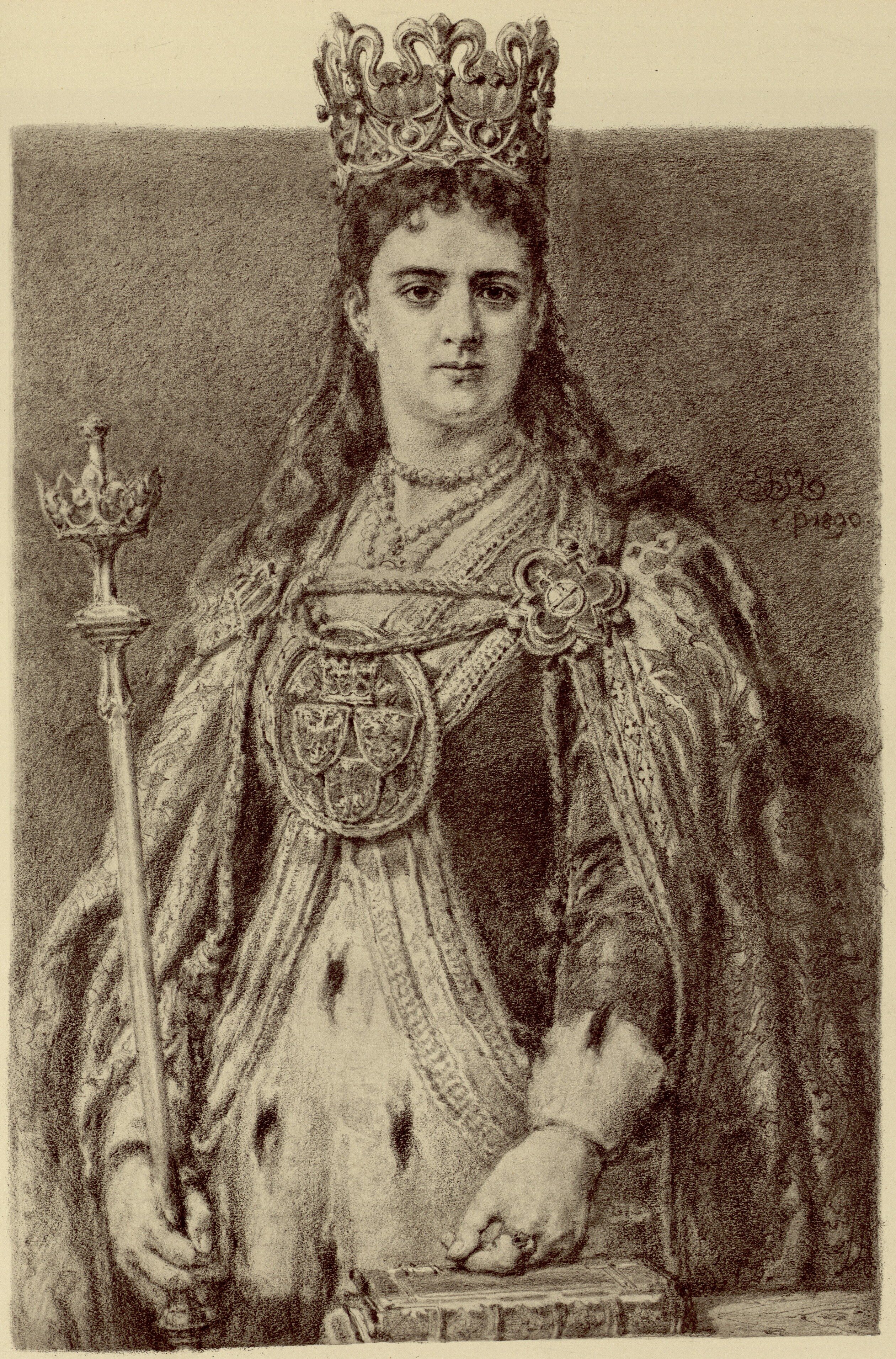
św. Jadwiga Andegaweńska

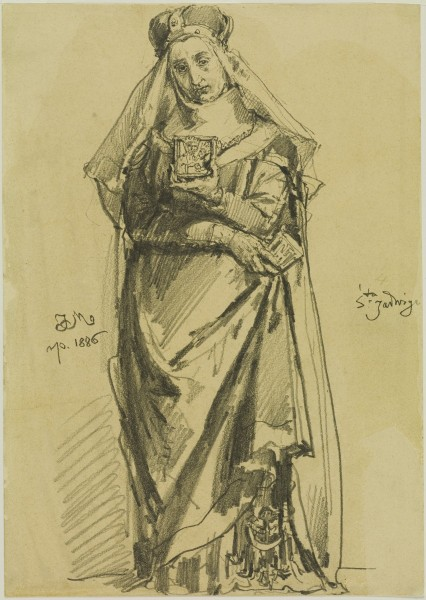
św. Jadwiga Śląska

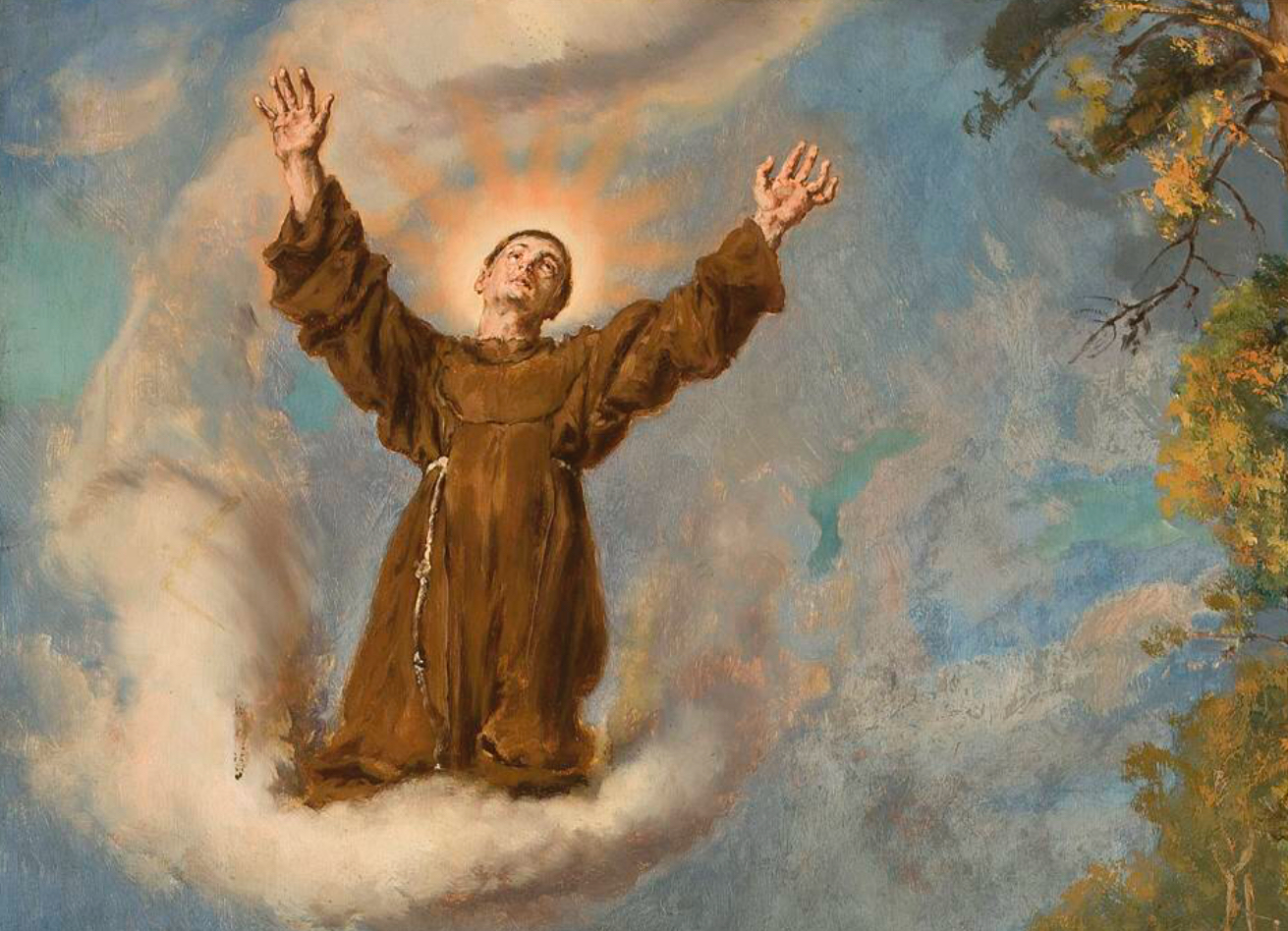
św. Jan z Dukli

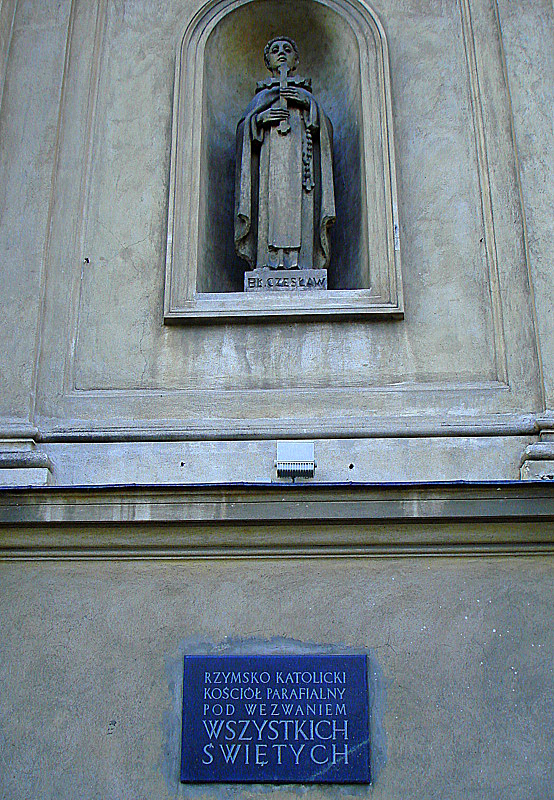
bł. Czesław Odrowąż

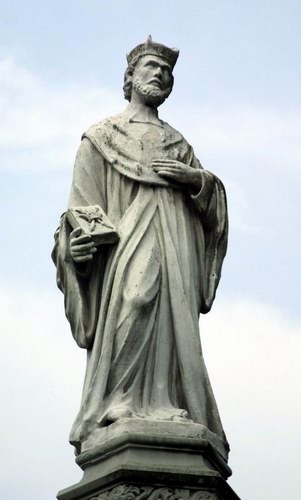
św. Jan Kanty

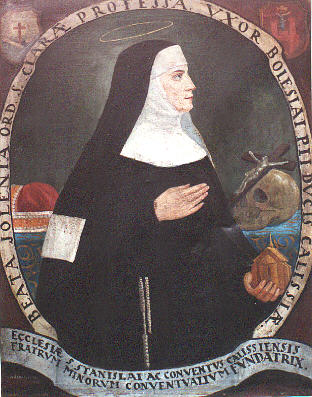
bł. Jolenta

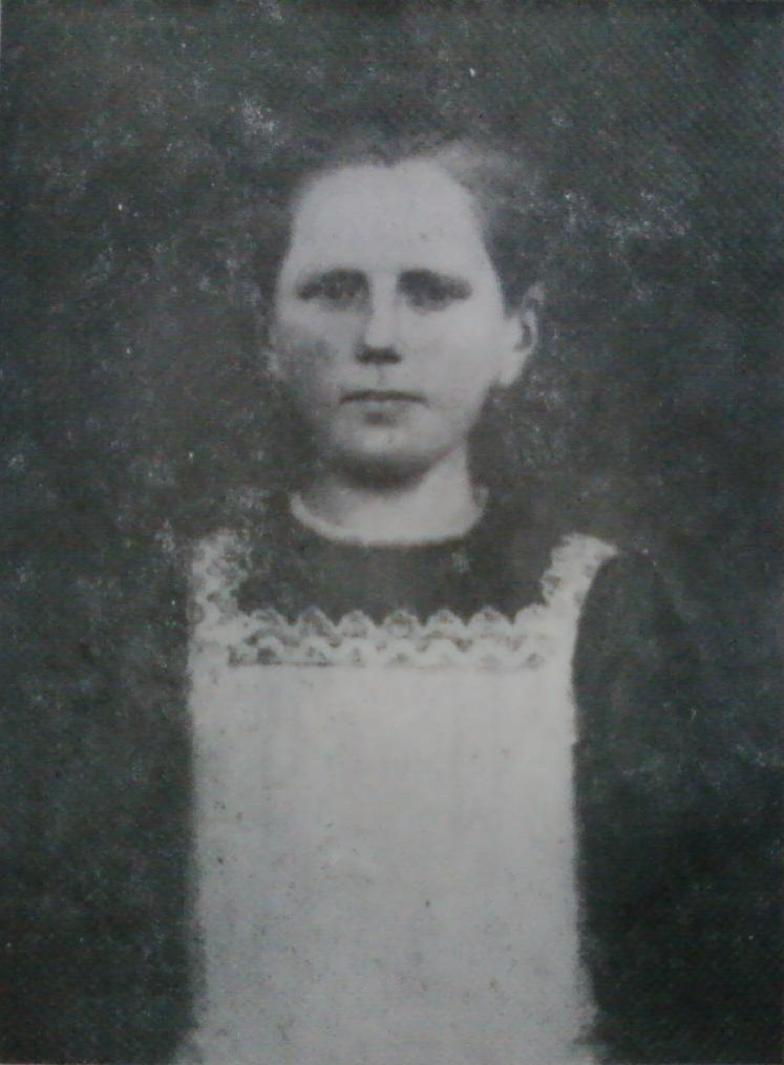
bł. Karolina Kózka

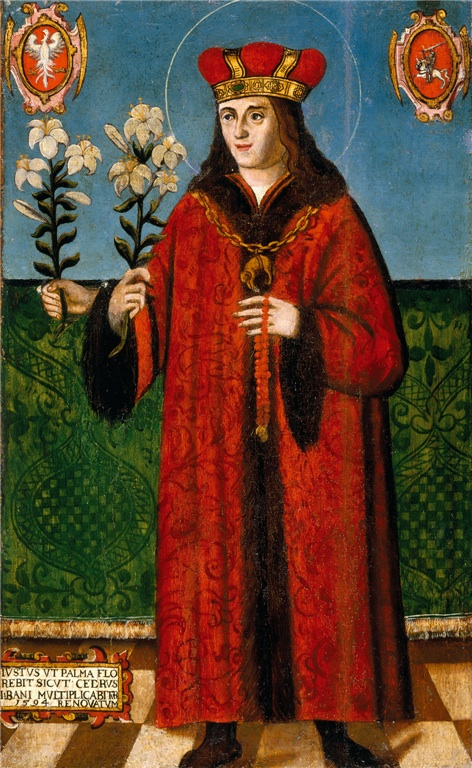
św. Kazimierz Jagiellończyk

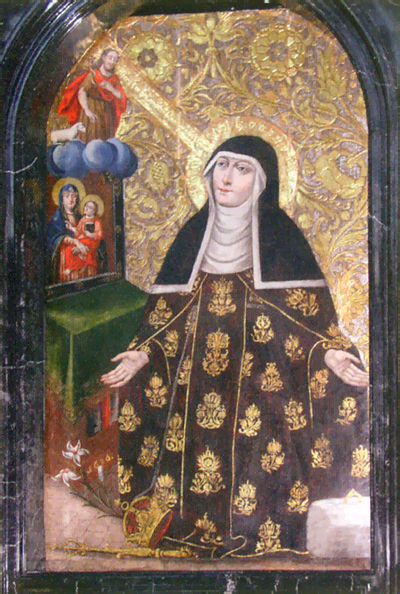
św. Kinga

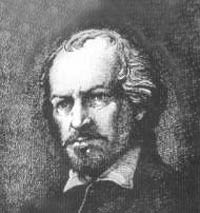
św. Melchior Grodziecki

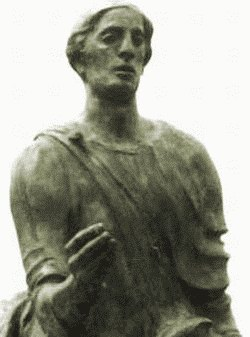
bł. Radzim Gaudenty

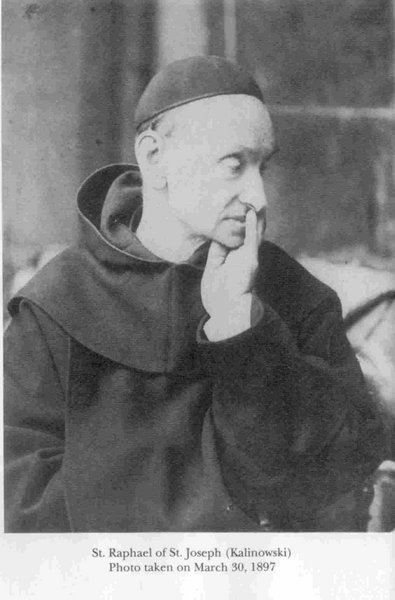
św. Rafał Kalinowski

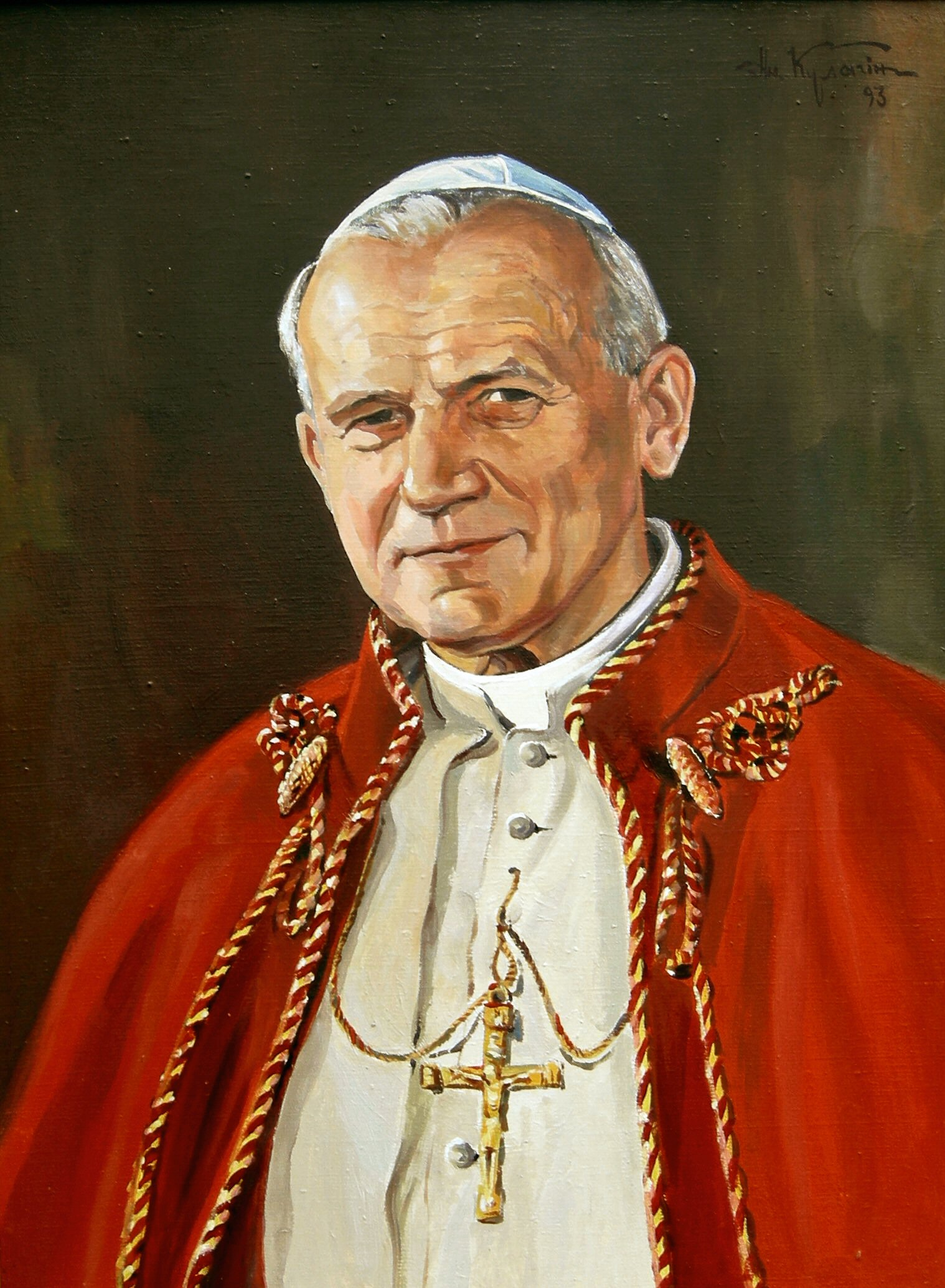
św. Jan Paweł II

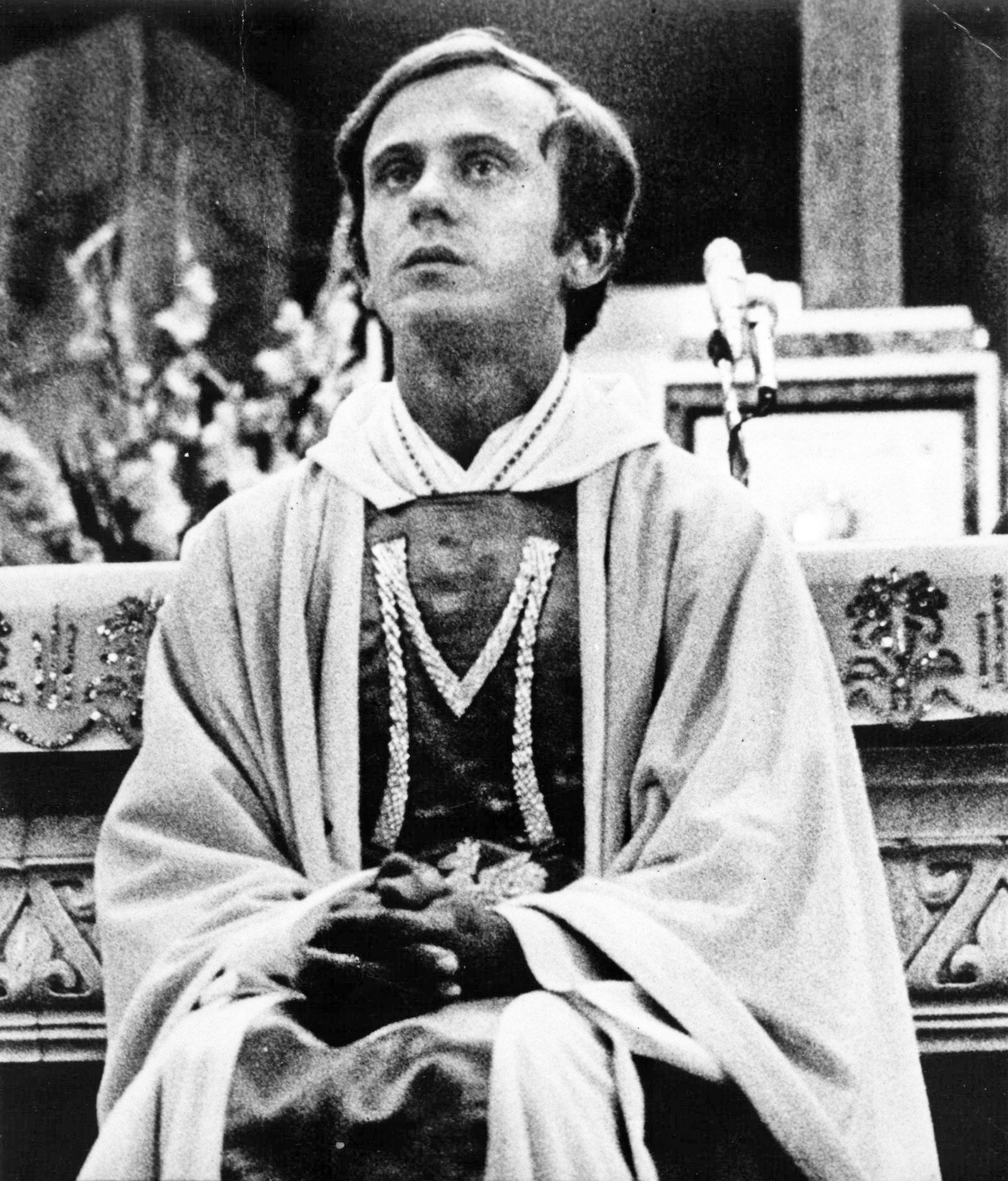
bł. Jerzy Popiełuszko

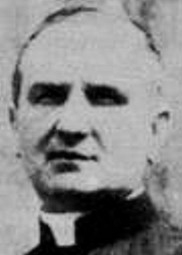
bł. Roman Archutowski

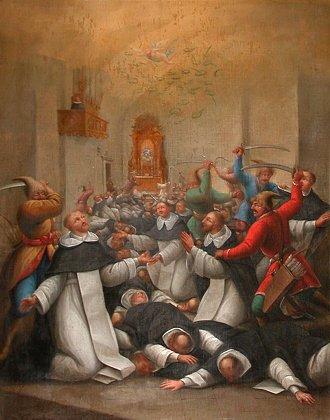
bł. Sadok i Dominikańscy Męczennicy Sandomierscy

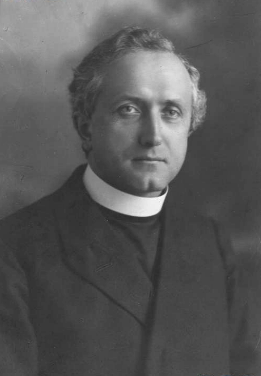
bł. Emil Szramek

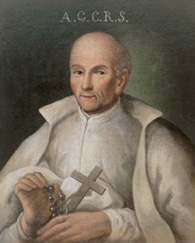
św. Stanisław Papczyński

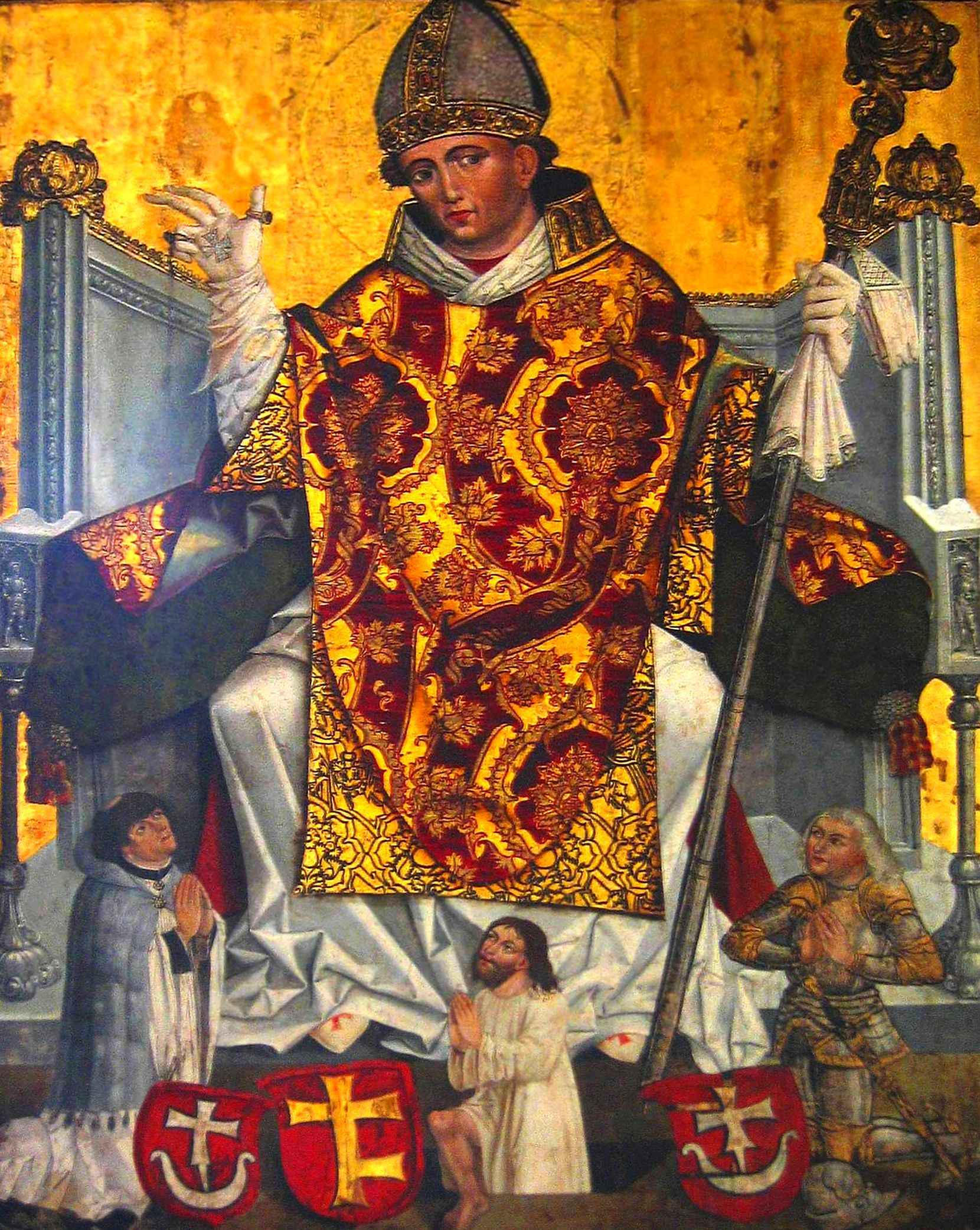
św. Stanisław ze Szczepanowa

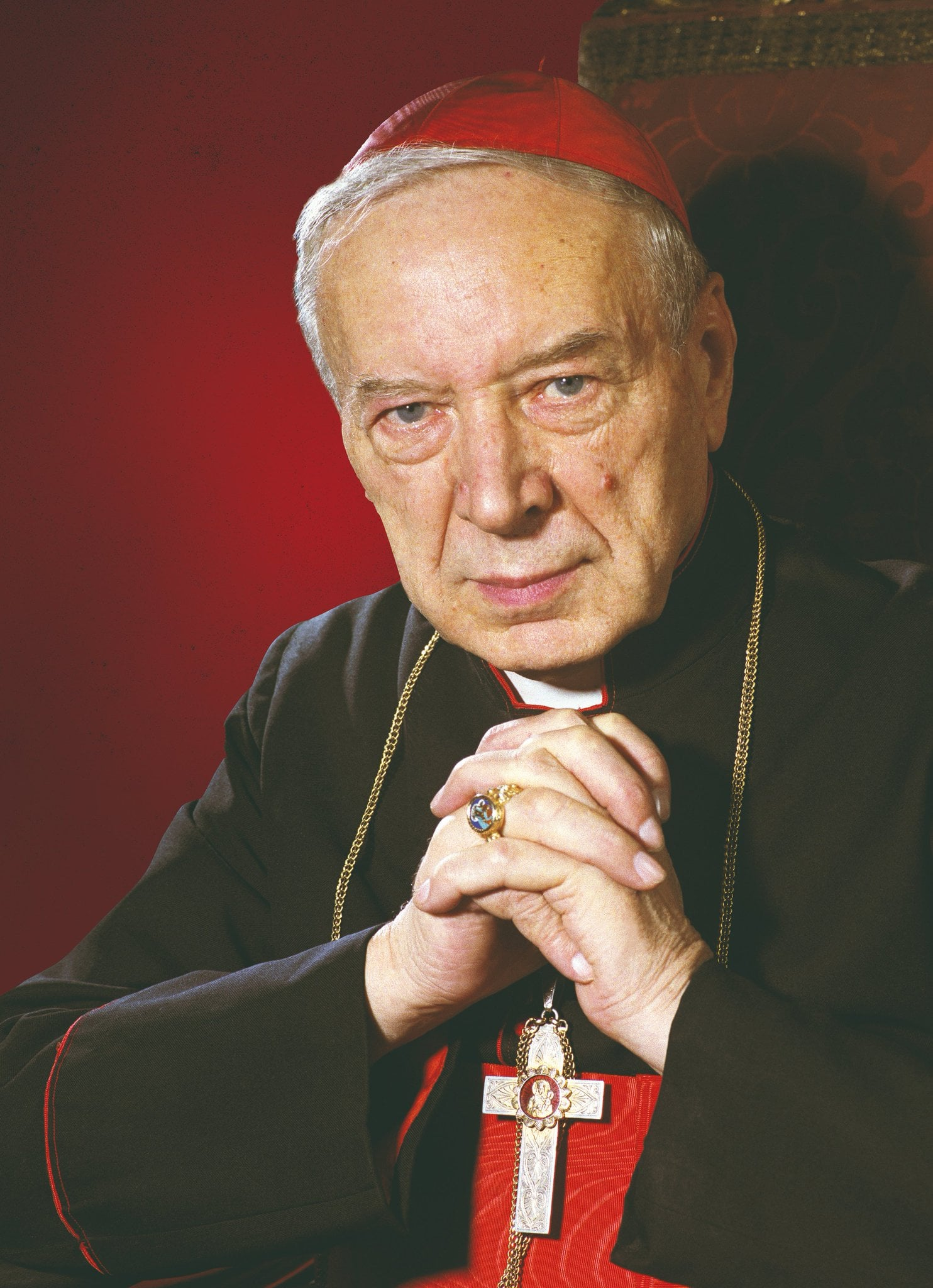
bł. Stefan Wyszyński

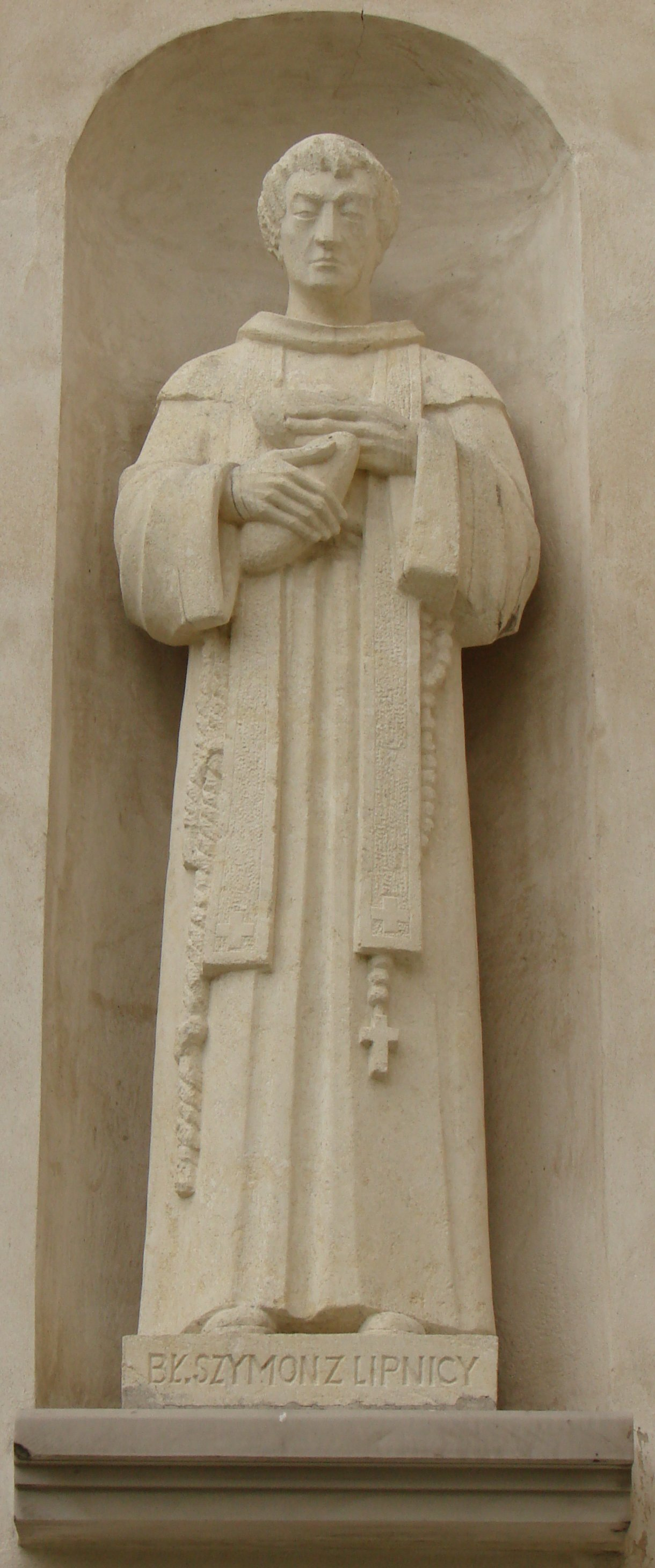
św. Szymon z Lipnicy

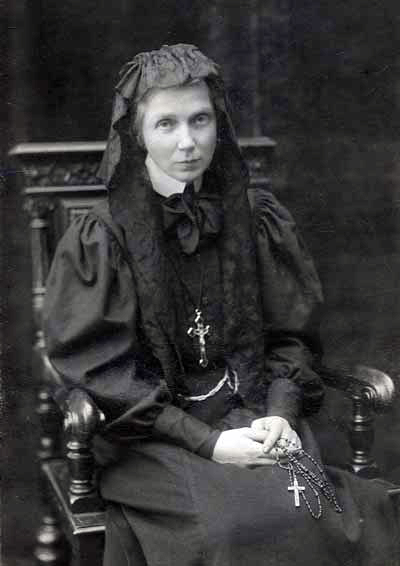
św. Urszula Ledóchowska

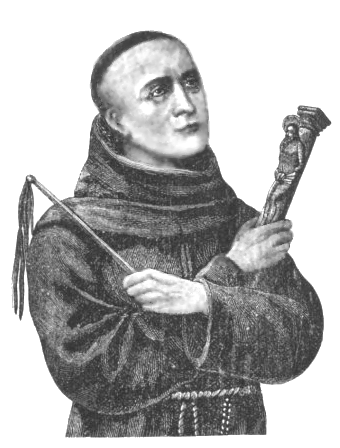
bł. Władysław z Gielniowa

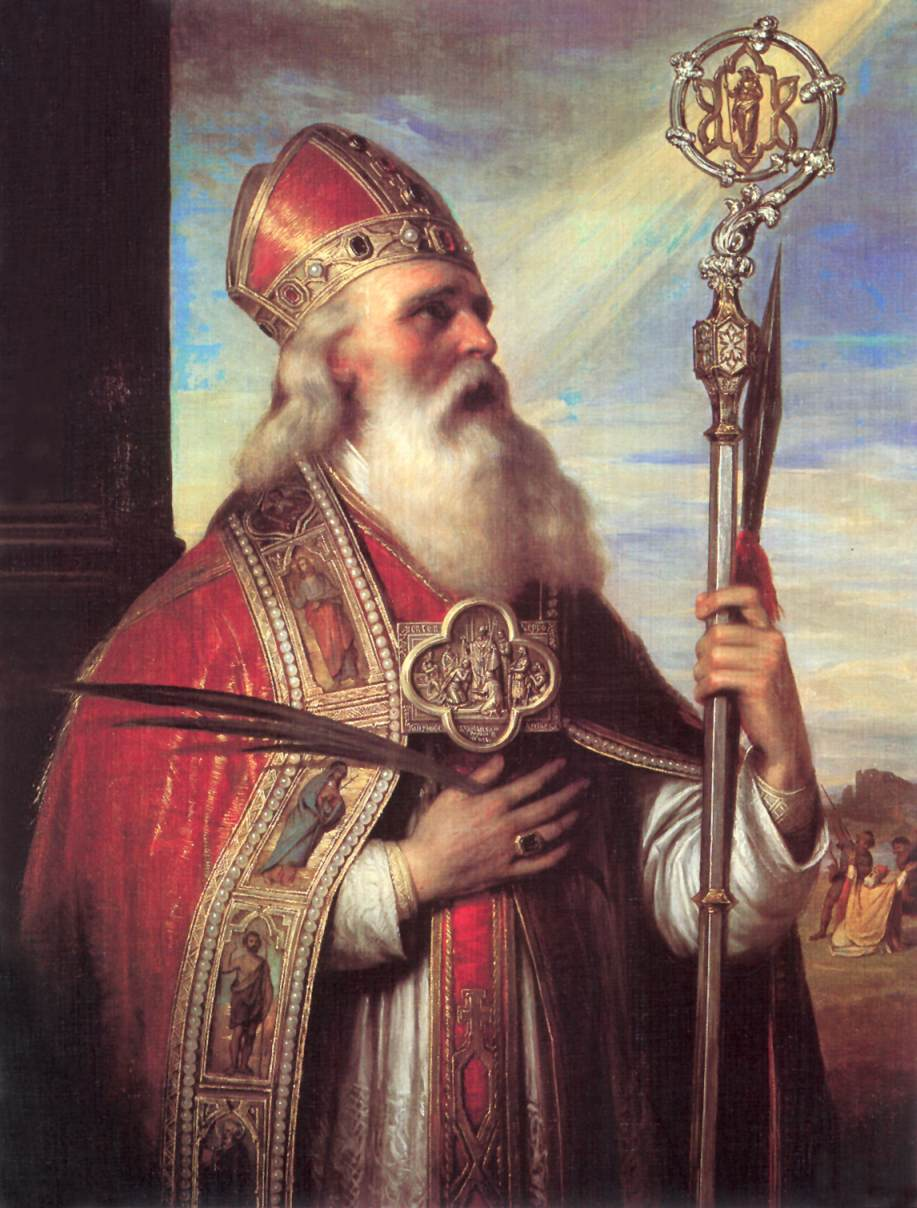
św. Wojciech

### -A-

#### Aaron
- bł. Aaron (męczennik)

#### Abraham
- bł. Abraham (męczennik)

#### Adam
- bł. Adam Bargielski (męczennik)

#### Adela
- bł. Adela Mardosewicz

#### Abel
- bł. Abel (męczennik)

#### Albert
- św. Albert Chmielowski

#### Aleksy
- bł. Aleksy Sobaszek (męczennik)

#### Alfons
- bł. Alfons Mazurek (męczennik)

#### Alicja
- bł. Alicja Jadwiga Kotowska (męczennica)

#### Alojzy
- bł. Alojzy Liguda (męczennik)

#### Anastazy
- bł. Anastazy Pankiewicz (męczennik)

#### Andrzej
- bł. Andrzej (męczennik)
- św. Andrzej Bobola (męczennik)
- św. Andrzej Świerad (asceta)

#### Anicet
- bł. Anicet Kopliński (męczennik)

#### Aniela
- bł. Aniela Salawa

#### Anna
- bł. Anna Kokołowicz

#### Antoni
- bł. Antoni Beszta-Borowski (męczennik)
- bł. Antoni Leszczewicz (męczennik)
- bł. Antoni Julian Nowowiejski
- bł. Antoni Rewera (męczennik)
- bł. Antoni Świadek (męczennik)
- bł. Antoni Ulma
- bł. Antoni Zawistowski (męczennik)

#### Antonin
- bł. Antonin Bajewski

#### August
- bł. August Franciszek Czartoryski

### -B-

#### Barbara
- bł. Barbara Ulma

#### Benedykt
- bł. Benedykt (męczennik)
- św. Benedykt (męczennik)
- św. Benedykt z Pereum (męczennik)

#### Barnabasz
- bł. Barnabasz (I) (męczennik)
- bł. Barnabasz (II) (męczennik)

#### Bartłomiej
- bł. Bartłomiej (męczennik)

#### Bazyli
- bł. Bazyli (męczennik)

#### Benigna
- św. Benigna (męczennica)

#### Bernardyna
- bł. Bernardyna Maria Jabłońska

#### Bogumił
- bł. Bogumił z Dobrowa

#### Bogumiła
- bł. Bogumiła Noiszewska (męczennica)

#### Bolesław
- bł. Bolesław Strzelecki (męczennik)

#### Bolesława
- bł. Bolesława Lament

#### Bronisław
- bł. Bronisław Komorowski (męczennik)
- bł. Bronisław Kostkowski (męczennik)
- bł. Bronisław Markiewicz

#### Bronisława
- bł. Bronisława

#### Brunon
- bł. Brunon Zembol (męczennik)
- św. Brunon z Kwerfurtu (męczennik)

### -C-

#### Celina
- bł. Celina Borzęcka

#### Cyryl
- bł. Cyryl (męczennik)

#### Czesław
- bł. Czesław Jóźwiak (męczennik)
- bł. Czesław Odrowąż

### -D-

#### Dawid
- bł. Dawid (męczennik)

#### Dominik
- bł. Dominik (męczennik)
- bł. Dominik Jędrzejewski (męczennik)

#### Donat
- bł. Donat (męczennik)

#### Dorota
- bł. Dorota z Mątowów

### -E-

#### Edmund
- bł. Edmund Bojanowski

#### Edward
- bł. Edward Detkens (męczennik)
- bł. Edward Grzymała (męczennik)
- bł. Edward Kaźmierski (męczennik)
- bł. Edward Klinik (męczennik)

#### Edyta
- św. Edyta Stein (męczennica)

#### Eleonora
- bł. Eleonora Aniela Jóźwik

#### Eliasz
- bł. Eliasz (męczennik)

#### Emil
- bł. Emil Szramek (męczennik)

#### Eugenia
- bł. Eugenia Mackiewicz

### -F-

#### Faustyna
- św. Faustyna Kowalska

#### Felicjan
- bł. Felicjan (męczennik)

#### Fidelis
- bł. Fidelis Chojnacki (męczennik)

#### Filip
- bł. Filip (męczennik)

#### Florian
- bł. Florian Stępniak (męczennik)

#### Franciszek
- bł. Franciszek Dachtera (męczennik)
- bł. Franciszek Drzewiecki (męczennik)
- bł. Franciszek Kęsy (męczennik)
- bł. Franciszek Rogaczewski (męczennik)
- bł. Franciszek Rosłaniec (męczennik)
- bł. Franciszek Stryjas (męczennik)
- bł. Franciszek Ulma

#### Franciszka
- bł. Franciszka Siedliska

### -G-

#### Gerwazy
- bł. Gerwazy (męczennik)

#### Gordian
- bł. Gordian (męczennik)

#### Grzegorz
- bł. Grzegorz Bolesław Frąckowiak

### -H-

#### Hanna
- bł. Hanna Chrzanowska

#### Helena
- bł. Helena Cierpka

#### Henryk
- bł. Henryk Hlebowicz
- bł. Henryk Kaczorowski
- bł. Henryk Krzysztofik

#### Hilary
- bł. Hilary Januszewski

#### Honorat
- bł. Honorat Koźmiński

### -I-

#### Ignacy
- bł. Ignacy Kłopotowski

#### Izaak
- św. Izaak (Męczennik)

### -J-

#### Jacek
- św. Jacek Odrowąż

#### Jadwiga
- bł. Jadwiga Karolina Żak
- św. Jadwiga Andegaweńska
- św. Jadwiga Śląska

#### Jakub
- bł. Jakub Strzemię
- bł. Jakub (męczennik)

#### Jan
- bł. Jan (męczennik)
- bł. Jan Balicki
- bł. Jan Beyzym
- bł. Jan Nepomucen Chrzan
- bł. Jan z Łobdowa
- bł. Jan Macha
- św. Jan
- św. Jan Kanty
- św. Jan Paweł II
- św. Jan Sarkander
- św. Jan z Dukli

#### Jarogniew
- bł. Jarogniew Wojciechowski

#### Jeremiasz
- bł. Jeremiasz (męczennik)

#### Jerzy
- bł. Jerzy Kaszyra
- bł. Jerzy Matulewicz
- bł. Jerzy Popiełuszko (męczennik)

#### Joachim
- bł. Joachim (męczennik)

#### Jolenta (Jolanta)
- bł. Jolenta (Jolanta)

#### Józef
- bł. Józef (męczennik)
- bł. Józef Cebula
- bł. Józef Czempiel
- bł. Józef Innocenty Guz
- bł. Józef Jankowski
- bł. Józef Kowalski
- bł. Józef Kurzawa
- bł. Józef Kut
- bł. Józef Pawłowski
- bł. Józef Achilles Puchała
- bł. Józef Stanek
- bł. Józef Straszewski
- bł. Józef Ulma
- bł. Józef Zapłata
- św. Józef Bilczewski
- św. Józef Sebastian Pelczar

#### Józefa
- bł. Józefa Chrobot

#### Julia
- bł. Julia Rapiej
- bł. Julia Rodzińska

#### Julian
- bł. Julian Nowowiejski

#### Just
- św. Just z Tęgoborzy

#### Juta
- bł. Juta z Chełmży

### -K-

#### Karol
- bł. Karol Herman Stępień
- św. Karol Wojtyła

#### Karolina
- bł. Karolina Kózka

#### Katarzyna
- bł. Katarzyna Celestyna Faron

#### Kazimiera
- bł. Kazimiera Wołowska

#### Kazimierz
- bł. Kazimierz Gostyński
- bł. Kazimierz Grelewski
- bł. Kazimierz Sykulski
- św. Kazimierz Jagiellończyk

#### Kinga
- św. Kinga

#### Klara
- bł. Klara Ludwika Szczęsna

#### Klemens
- bł. Klemens (męczennik)
- św. Klemens Dworzak

#### Kolumba
- bł. Kolumba Gabriel

#### Krystyn
- bł. Krystyn Gondek
- św. Krystyn

#### Krzysztof
- bł. Krzysztof (męczennik)

### -L-

#### Leokadia
- bł. Leokadia Matuszewska

#### Leon
- bł. Leon Nowakowski
- bł. Leon Wetmański

#### Ludwik
- bł. Ludwik Pius Bartosik
- bł. Ludwik Gietyngier
- bł. Ludwik Mzyk

### -Ł-

#### Łukasz
- bł. Łukasz (męczennik)

### -M-

#### Maciej
- bł. Maciej (męczennik)

#### Malachiasz
- bł. Malachiasz (męczennik)

#### Mateusz
- bł. Mateusz (męczennik)
- św. Mateusz

#### Makary
- bł. Makary (męczennik)

#### Maksymilian
- bł. Maksymilian Binkiewicz
- św. Maksymilian Maria Kolbe

#### Małgorzata
- bł. Małgorzata Szewczyk

#### Marcelina
- bł. Marcelina Darowska

#### Marcin
- bł. Marcin Oprządek

#### Marek
- bł. Marek (męczennik)

#### Maria
- bł. Maria Karłowska
- bł. Maria Antonina Kratochwil
- bł. Maria Ledóchowska
- bł. Maria Luiza Merkert
- bł. Maria Klemensa Staszewska
- bł. Maria Angela Truszkowska
- bł. Maria Ulma

#### Marian
- bł. Marian Górecki
- bł. Marian Konopiński
- bł. Marian Skrzypczak

#### Marianna
- bł. Marianna Biernacka

#### Marta
- bł. Marta Wiecka

#### Maur
- bł. Maur (męczennik)

#### Medart
- bł. Medart (męczennik)

#### Melchior
- św. Melchior Grodziecki

#### Michał
- bł. Michał (męczennik)
- bł. Michał Czartoryski
- bł. Michał Giedroyć
- bł. Michał Kozal
- bł. Michał Oziębłowski
- bł. Michał Piaszczyński
- bł. Michał Rapacz
- bł. Michał Sopoćko
- bł. Michał Tomaszek
- bł. Michał Woźniak

#### Mieczysław
- bł. Mieczysław Bohatkiewicz

#### Mieczysława
- bł. Mieczysława Kowalska

#### Mojżesz
- bł. Mojżesz (męczennik)

### -N-

#### N.N.
- bł. N.N. Ulma

#### Narcyz
- bł. Narcyz Putz
- bł. Narcyz Turchan

#### Natalia
- bł. Natalia Tułasiewicz

### -O-

#### Onufry
- bł. Onufry (męczennik)

#### Otton
- św. Otton z Bambergu

### -P-

#### Paulina
- bł. Paulina Borowik

#### Paweł
- bł. Paweł (męczennik)

#### Piotr
- bł. Piotr (męczennik)
- bł. Piotr Dańkowski
- bł. Piotr Bonifacy Żukowski

### -R-

#### Radzim
- bł. Radzim Gaudenty

#### Rafał
- bł. Rafał Chyliński
- św. Rafał Kalinowski

#### Regina
- bł. Regina Protmann

#### Roman
- bł. Roman Archutowski
- bł. Roman Sitko

#### Róża
- bł. Róża Czacka

#### Rycheza
- bł. Rycheza Lotaryńska

### -S-

#### Sadok
- bł. Sadok

#### Salomea
- bł. Salomea

#### Sancja
- bł. Sancja Szymkowiak

#### Stanisław
- bł. Stanisław Kubista
- bł. Stanisław Kubski
- bł. Stanisław Mysakowski
- bł. Stanisław Pyrtek
- bł. Stanisław Starowiejski
- bł. Stanisław Streich
- bł. Stanisław Tymoteusz Trojanowski
- bł. Stanisław z Bydgoszczy
- św. Stanisław Kazimierczyk
- św. Stanisław Kostka
- św. Stanisław Papczyński
- św. Stanisław ze Szczepanowa

#### Stanisława
- bł. Stanisława Ulma

#### Stefan
- bł. Stefan (męczennik)
- bł. Stefan Wincenty Frelichowski
- bł. Stefan Grelewski
- bł. Stefan Wyszyński

#### Symforian
- bł. Symforian Ducki

#### Szymon
- bł. Szymon (męczennik)
- św. Szymon z Lipnicy

### -T-

#### Tadeusz
- bł. Tadeusz (męczennik)
- bł. Tadeusz Dulny

#### Tobiasz
- bł. Tobiasz (męczennik)

#### Tymoteusz
- bł. Tymoteusz (męczennik)

### -U-

#### Urban
- św. Urban, pustelnik

#### Urszula
- św. Urszula Ledóchowska, zakonnica

### -W-

#### Walenty
- bł. Walenty (męczennik)

#### Weronika
- bł. Weronika Narmontowicz

#### Wiktoria
- bł. Wiktoria Ulma

#### Wincenty
- bł. Wincenty Kadłubek
- bł. Wincenty Matuszewski

#### Władysław
- bł. Władysław Błądziński
- bł. Władysław Bukowiński
- bł. Władysław Demski
- bł. Władysław Findysz
- bł. Władysław Goral
- bł. Władysław Maćkowiak
- bł. Władysław Mączkowski
- bł. Władysław Miegoń
- bł. Władysław Ulma
- bł. Władysław z Gielniowa
- św. Władysław

#### Włodzimierz
- bł. Włodzimierz Laskowski

#### Wojciech
- bł. Wojciech Nierychlewski
- św. Wojciech

### -Z-

#### Zbigniew
- bł. Zbigniew Strzałkowski

#### Zofia
- bł. Zofia Czeska

#### Zygmunt
- bł. Zygmunt Pisarski
- bł. Zygmunt Sajna
- św. Zygmunt Szczęsny Feliński
- św. Zygmunt Gorazdowski

## Katalog imion świętych i błogosławionych greckokatolickich związanych z Polską

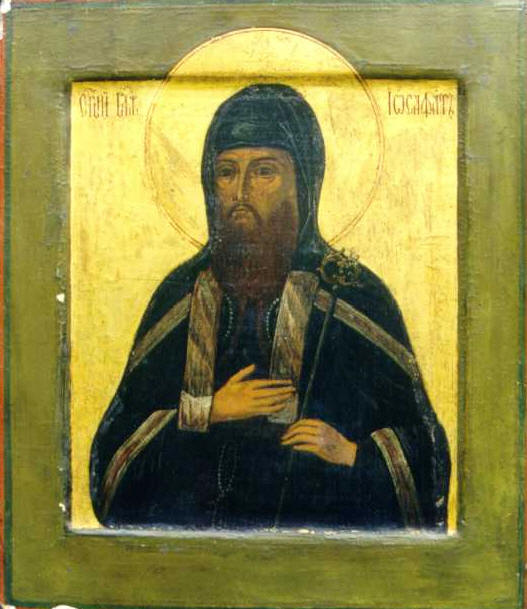
św. Jozafat Kuncewicz

### -A-

#### Aleksy
- bł. Aleksy Zarycki

#### Andrzej
- bł. Andrzej Iszczak

#### Anicet
- bł. Anicet Hryciuk (Męczennik)

### -B-

#### Bartłomiej
- bł. Bartłomiej Osypiuk (Męczennik)

### -D-

#### Daniel
- bł. Daniel Karmasz (Męczennik)

### -E-

#### Emilian
- bł. Emilian Kowcz

### -F-

#### Filip
- bł. Filip Geryluk (Męczennik)

### -G-

#### Grzegorz
- bł. Grzegorz Chomyszyn

### -H-

#### Hryhorij
- bł. Hryhorij Łakota

### -I-

#### Ignacy
- bł. Ignacy Frańczuk (męczennik)

#### Iwan
- bł. Iwan Słeziuk
- bł. Iwan Ziatyk

### -J-

#### Jakym
- bł. Jakym Seńkiwski

#### Jan
- bł. Jan Andrzejuk (męczennik)

#### Jozafat
- bł. Jozafat Kocyłowski (męczennik)
- św. Jozafat Kuncewicz

### -K-

#### Klemens
- bł. Klemens Kazimierz Szeptycki

#### Konstanty
- bł. Konstanty Bojko (Męczennik)
- bł. Konstanty Łukaszuk (Męczennik)

### -L-

#### Laurencja
- bł. Laurencja Garasimiw

### -Ł-

#### Łukasz
- bł. Łukasz Bojko (męczennik)

### -M-

#### Maksym
- bł. Maksym Hawryluk (męczennik)

#### Michalina
- bł. Michalina Jozafata Hordaszewska

#### Michał
- bł. Michał Wawrzyszuk (męczennik)

#### Mikołaj
- bł. Mikołaj Cehelski
- bł. Mikołaj Czarnecki
- bł. Mikołaj Konrad

### -N-

#### Nikita
- bł. Nikita Budka

### -O-

#### Olimpia
- bł. Olimpia Bida

#### Onufry
- bł. Onufry Wasyluk (Męczennik)

### -P-

#### Piotr
- bł. Piotr Werhun

### -R-

#### Roman
- bł. Roman Łysko

### -S-

#### Sewerian
- bł. Sewerian Baranyk

#### Symeon
- bł. Symeon Łukacz

### -T-

#### Tarsikija
- bł. Tarsikija Mackiw

### -W-

#### Wasyl
- bł. Wasyl Wełyczkowski

#### Wincenty
- bł. Wincenty Lewoniuk (Męczennik)

#### Witalij
- bł. Witalij Bajrak

#### Włodzimierz
- bł. Włodzimierz Pryjma

### -Z-

#### Zinowij
- bł. Zinowij Kowalik

## Katalog imion świętych prawosławnych związanych z Polską

### -A-

#### Antoni
• św. Antoni Supraski

### -B-

#### Bazyli
- św. Bazyli Martysz

### -G-

#### Gabriel
- św. Gabriel Zabłudowski

### -I-

#### Ignacy
- św. Ignacy Bazyluk

### -J-

#### Joanna
- św. Joanna Szwajko

### -L-

#### Lew
- św. Lew Korobczuk

### -M-

#### Maksym
- św. Maksym Gorlicki

#### Mikołaj
- św. Mikołaj Borowik
- św. Mikołaj Holc

### -P-

#### Paweł
- św. Paweł Szwajko

#### Piotr
- św. Piotr Ohryzko

### -S-

#### Sergiusz
- św. Sergiusz Zacharczuk

## Katalog imion świętych i błogosławionych mariawickich związanych z Polską

### -F-

#### Franciszka
- św. Feliksa Magdalena Maria Franciszka Kozłowska

### -I-

#### Izabela
- św. Antonina Maria Izabela Wiłucka (Kościół Katolicki Mariawitów)

### -M-

#### Michał
- św. Jan Maria Michał Kowalski (Kościół Katolicki Mariawitów)